# Neuvéglise
Neuvéglise is een plaats en voormalige gemeente in het Franse departement Cantal in de regio Auvergne-Rhône-Alpes en telt 1053 inwoners (2008). De plaats maakt deel uit van het arrondissement Saint-Flour.

## Geschiedenis
De gemeente maakte deel uit van het kanton Saint-Flour-Sud totdat 22 maart 2015 dit kanton werd opgeheven en Neuvéglise de hoofdplaats werd van een nieuwgevormd gelijknamig kanton. Op 1 januari 2017 fuseerde de gemeente met Lavastrie, Oradour en Sériers tot de commune nouvelle Neuvéglise-sur-Truyère. Ook hiervan werd Neuvéglise de hoofdplaats.

## Geografie
De oppervlakte van Neuvéglise bedraagt 53,9 km², de bevolkingsdichtheid is 19,0 inwoners per km².
De onderstaande kaart toont de ligging van Neuvéglise met de belangrijkste infrastructuur en aangrenzende gemeenten.
Onderstaande figuur toont het verloop van het inwonertal.
Vanwege een beveiligingsprobleem met de MediaWiki Graph-software is het momenteel niet mogelijk deze grafiek weer te geven. Zodra de software is bijgewerkt zal de grafiek vanzelf weer zichtbaar worden.